# توموهيكو إيكوما
توموهيكو إيكوما (باليابانية: 生駒 友彦) (مواليد 25 أغسطس 1932)، هو لاعب كرة قدم ياباني سابق كان يلعب كحارس مرمى. سبق له أن لعب مع منتخب اليابان.

## وصلات خارجية
- توموهيكو إيكوما على موقع ناشيونال فوتبول تيمز (الإنجليزية)
- توموهيكو إيكوما على موقع عالم كرة القدم.نت (الإنجليزية)

- National Football Teams
- Japan National Football Team Database